# Celas
Celas is een plaats (freguesia) in de Portugese gemeente Vinhais en telt 365 inwoners (2001).